# 唐橋在豊
唐橋 在豊（からはし ありとよ）は、室町時代前期から中期にかけての公卿。文章得業生・唐橋在遠の子。官位は従二位・権大納言。唐橋家14代当主。

## 経歴
幼くして父を失ったが、応永29年（1422年）1月11日に32歳で正五位下式部権少輔に任ぜられると、順調に昇進を重ね、正長2年（1429年）の釈奠の時には文章博士であった。その後、大内記・大学頭などを歴任し、嘉吉4年（1444年）1月6日に従三位に叙せられ、同29日には参議に任ぜられた。その後、式部権大輔に転じ、宝徳4年（1452年）3月18日には従二位に叙せられ、康正元年（1455年）11月15日に権中納言に任ぜられた。長禄元年（1457年）10月には氏長者（「北野の長者」）に任ぜられ、寛正元年（1460年）4月2日には権大納言に任ぜられて3日で辞任している（唐橋家の権大納言の初例）。
摂関家である九条家に家司・侍読として出仕して、後に婚姻関係を結んだ。嘉吉4年の除目で、子・在治が大内記に任ぜられたのを、万里小路時房が「父の才学」による人事と批判しているが、裏を返せば在豊の能力を高さを示すものと言える。また、「永享」「文安」の両元号の勘申者とされている。

## その他
嘉吉元年（1441年）7月、土御門家（藤原北家）2代土御門資家の子である頭弁・長淳が出家して唐橋在豊の子を猶子に迎えて家督を譲ろうとしたところ、土御門家の宗家日野家を始めとする一門の諸家が菅原氏系の唐橋家からの猶子に反対したのをきっかけに朝廷の議論は紛糾して室町幕府もこれに介入、最終的には後花園天皇の勅裁によって土御門家は6か所の所領全てを没収され、1か所は在豊の子に与えられている。

## 系譜
- 父：唐橋在遠
- 母：不詳
- 妻：不詳
  - 男子：唐橋在治
  - 女子：九条満家室